# Championnat de Bulgarie de football 1951
Navigation
Saison précédente Saison suivante
La saison 1951 du Championnat de Bulgarie de football était la 27e édition du championnat de première division en Bulgarie. Les douze meilleurs clubs du pays sont regroupés au sein d'une poule unique où ils s'affrontent deux fois au cours de la saison, à domicile et à l'extérieur.
C'est le CDNA Sofia qui remporte le titre en terminant en tête du classement final, avec un point d'avance sur le DSO Spartak Sofia. C'est le 3e titre de champion de l'histoire du club. Le tenant du titre, le Dinamo Sofia, termine à la 3e place, à 10 points du CDNA.
Le système de relégation est complètement modifié cette saison afin de conserver la même proportion entre les clubs de la capitale et ceux de la province. Les deux moins bons clubs de province sont relégués et remplacés par les deux meilleurs clubs de province de deuxième division. Même chose pour les clubs de Sofia, puisque le moins bon club est relégué et remplacé par le meilleur club de D2 de la capitale. Enfin, un barrage est organisé entre le 2e moins bon club de Sofia et le 2e meilleur club de Sofia en deuxième division.

## Les clubs participants
De gros bouleversements dans la structure des clubs en Bulgarie, dus à l'entremise du gouvernement dans l'organisation de la fédération a entraîné une modification des équipes engagées dans la compétition.
| - DSO Dinamo Sofia - DSO Stroitel Sofia - DSO Torpedo Pleven - DSO Akademik Sofia - DSO Torpedo Ruse - CDNA Sofia | - DSO Spartak Stalin - DSO Cherveno zname Sofia - DSO Lokomotiv Plovdiv - DSO Torpedo Dimitrovo - DNV Plovdiv - DSO Spartak Sofia |

## Compétition

### Classement
Le barème utilisé pour établir le classement est le suivant :
- Victoire : 2 points
- Match nul : 1 point
- Défaite, abandon ou forfait : 0 point

| Rang | Équipe                   | Pts | J  | G  | N  | P  | Bp | Bc | Diff |
| ---- | ------------------------ | --- | -- | -- | -- | -- | -- | -- | ---- |
| 1    | CDNA Sofia C             | 37  | 22 | 18 | 1  | 3  | 62 | 7  | +55  |
| 2    | DSO Spartak Sofia        | 36  | 22 | 14 | 8  | 0  | 27 | 7  | +20  |
| 3    | DSO Dinamo Sofia T       | 26  | 22 | 9  | 8  | 5  | 37 | 16 | +21  |
| 4    | DSO Akademik Sofia       | 26  | 22 | 10 | 6  | 6  | 40 | 33 | +7   |
| 5    | DSO Spartak Stalin       | 25  | 22 | 10 | 5  | 7  | 40 | 27 | +13  |
| 6    | DSO Cherveno zname Sofia | 23  | 22 | 6  | 11 | 5  | 26 | 21 | +5   |
| 7    | DSO Lokomotiv Plovdiv    | 23  | 22 | 7  | 9  | 6  | 21 | 20 | +1   |
| 8    | DSO Stroitel Sofia       | 22  | 22 | 8  | 6  | 8  | 25 | 24 | +1   |
| 9    | DSO Torpedo Dimitrovo    | 20  | 22 | 9  | 2  | 11 | 37 | 36 | +1   |
| 10   | DNV Plovdiv              | 17  | 22 | 6  | 5  | 11 | 26 | 32 | -6   |
| 11   | DSO Torpedo Pleven       | 5   | 22 | 1  | 3  | 18 | 16 | 59 | -43  |
| 12   | DSO Torpedo Ruse         | 4   | 22 | 0  | 4  | 18 | 8  | 83 | -75  |

|  | Champion de Bulgarie 1951                             |
|  | Participation au barrage de promotion-relégation      |
|  | Relégation directe en B PFG                           |
|  | T Tenant du titre C Vainqueur de la Coupe de Bulgarie |

### Matchs

#### Barrage de promotion-relégation
| Équipe 1                 | Résultat | Équipe 2                 | Aller | Retour |
| ------------------------ | -------- | ------------------------ | ----- | ------ |
| DSO Cherveno zname Sofia | 0 - 3    | DSO Lokomotiv Sofia (D2) | 0 - 1 | 0 - 2  |

## Bilan de la saison
| Championnat de Bulgarie de football 1951 |                          |
| Champion                                 | CDNA Sofia (3e titre)    |
| Coupes et trophées                       |                          |
| Vainqueur de la Coupe de Bulgarie 1951   | CDNA Sofia               |
| Promotions et relégations                |                          |
| Promus en A PFL                          | DSO Spartak Pleven       |
| Promus en A PFL                          | VMS Stalin               |
| Promus en A PFL                          | DSO Lokomotiv Sofia      |
| Promus en A PFL                          | DSO Udarnik Sofia        |
| Relégués en B PFL                        | DSO Torpedo Pleven       |
| Relégués en B PFL                        | DSO Torpedo Ruse         |
| Relégués en B PFL                        | DSO Cherveno zname Sofia |
| Relégués en B PFL                        | DSO Stroitel Sofia       |